# Madsalune
Madsalune er en film instrueret af Emanuel Gregers.